# Alphonse Verwimp
Alphonse Verwimp SJ (* 22. Mai 1885 in Geel, Belgien; † 11. Oktober 1964) war ein belgischer Ordensgeistlicher und römisch-katholischer Bischof von Kisantu.

## Leben
Alphonse Verwimp trat der Ordensgemeinschaft der Jesuiten bei und empfing am 17. Mai 1917 das Sakrament der Priesterweihe. 
Am 23. Juni 1931 ernannte ihn Papst Pius XI. zum Titularbischof von Uccula und zum ersten Apostolischen Vikar von Kisantu. Der Erzbischof von Mecheln, Jozef-Ernest Kardinal Van Roey, spendete ihm am 28. Oktober desselben Jahres die Bischofsweihe; Mitkonsekratoren waren der Bischof von Namur, Thomas Louis Heylen OPraem, und der Weihbischof in Mecheln, Jean Marie Van Cauwenbergh.
Alphonse Verwimp wurde am 10. November 1959 infolge der Erhebung des Apostolischen Vikariats Kisantu zum Bistum erster Bischof von Kisantu. Am 27. Oktober 1960 nahm Papst Johannes XXIII. das von Verwimp vorgebrachte Rücktrittsgesuch an und ernannte ihn zum Titularbischof von Gibba.
Verwimp nahm an der ersten und zweiten Sitzungsperiode des Zweiten Vatikanischen Konzils teil.